# Залізничний ринок
Залізничний ринок (Залізничний колгоспний ринок, неформально «ринок-шайба») — колишній торговельний комплекс у Києві, зведений у 1973 році за проєктом Алли Аніщенко, однієї з небагатьох архітекторок епохи київського модернізму.

## Історія

Залізничний ринок у Києві, 1974 рік

Ринок був зведений у 1973 році за проєктом архітекторок епохи київського модернізму Алли Аніщенко та Наталії Чмутіної. Проект розроблений інститутом КиївЗНДІЕП, де й працювали вищезгадані архітекторки. Будівництво здійснювали трести Головкиївміськбуду (тепер Київміськбуд), генпідрядник — трест «Київміськбуд-6». Будівля має круглу форму у плані діаметром 52,4 метра. Ринок розрахований на 140 торгових місць. Як писала сама Аніщенко, коло — оптимальне рішення для критого торгового закладу. По-перше, це вдвічі дешевше, ніж традиційна залізобетонна конструкція, по-друге, при круглій формі кожне торгове місце отримує більшу кубатуру. Всього ринки подібної конструкції вміщують до 500 торгових місць. Таке рішення дозволяє також економно використовувати міську територію за рахунок розміщення всіх приміщень в трьох рівнях — цокольному, першому поверсі і на балконі.
Алла Аніщенко з 1960 року працювала в КиївЗНДІЕП. Серед її творінь — ринок «Залізничний» в Києві (1973), криті ринки в Черкасах (1972), Харкові та Рівному (1979), Махачкалі (1988), універсам на Печерській площі в Києві (1984), готель «Либідь» в Києві (1970), реконструкція Республіканського стадіону (1966-67, 1978-80).
Таким чином ринків з такими конструкціями збудовано не так багато, і Київ — єдине місто, де збудовано одразу дві споруди подібної конструкції. Перша споруда — Залізничний колгоспний ринок (1973); Друга споруда — Універсам на Печерській площі в Києві (1984).
Конструкція в усіх круглих ринків і одного універсаму однакова — зовнішня оболонка з бетонних елементів (в Рівному, Харкові, київському ринку і Махачкалі це трикутники, в Черкасах — прямокутники, в київському універсамі — плоскі панелі), до якої зверху прикріплені радіальні ванти, що утримують дах. Ванти з'єднуються в центральному кільці, яке одночасно служить верхнім освітленням. У Черкасах в центрі влаштована опора. У 1960-х навіть з'являлися проекти будівництва житлових будинків за цим принципом! До центральної опори в цих будинках передбачалося кріпити вантові розтяжки круглих житлових поверхів.
Оригінальна архітектура небагатьох «круглих ринків» Алли Аніщенко була збережена саме у цьому «Залізничному ринку», який наприкінці 80-х став магазином «Океан», а у 1990-х роках був «Київською універсальною біржею», а з 2000-х — переоблаштований під супермаркет «Велика Кишеня». Але через незручне розташування для супермаркету (через пожежу було закрито підземний перехід від Центрального залізничного вокзалу на вулицю Липківського - таким чином потік покупців із боку центрального вокзалу зник) — у 2021 році було прийнято рішення закрити супермаркет «Велика Кишеня» по цій адресі.
Експериментальний критий ринок «Залізничний» становить архітектурну цінність, як частина модерністської забудови Солом'янки, а також як рідкісний приклад застосування вантової конструктивної схеми даху.

## Цікаві факти
- У 2022 приміщення ринку використовувалось для знімання відеокліпу на пісню «Стефанія» гурту «Kalush Orchestra» для участі у «Євробаченні-2022»[11][12].